# ルイーズ＝ガブリエル＝ジュリー・ド・ロアン

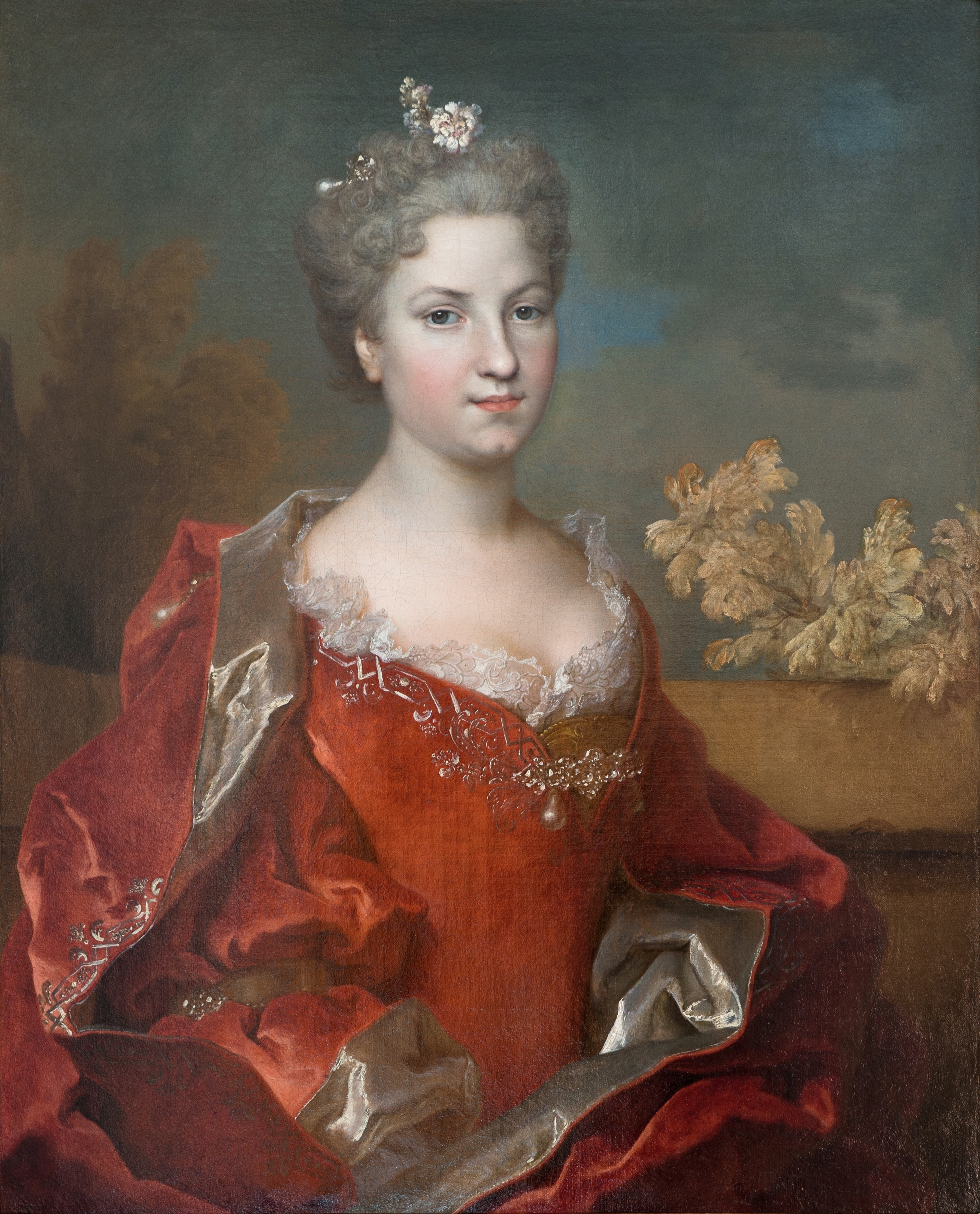
モンバゾン公爵夫人と称された時期のルイーズの肖像、1730年頃、ニコラ・ド・ラルジリエール画

ルイーズ＝ガブリエル＝ジュリー・ド・ロアン（Louise-Gabrielle-Julie de Rohan, 1704年8月11日 パリ・オテル・ド・スービーズ - 1780年8月22日 シュヴィイ）は、ブルボン朝時代フランスの貴族女性。ゲメネ公妃。首飾り事件の中心人物ルイ＝ルネ＝エドゥアール・ド・ロアン枢機卿の母。
スービーズ公エルキュール＝メリアデックとその最初の妻アンヌ＝ジュヌヴィエーヴ・ド・レヴィの間の第5子・四女・末娘。1718年8月4日、ジュアール修道院で同族の又従兄ゲメネ公エルキュール＝メリアデックと結婚、間に7人の子をもうけた。
- シャルロット＝ルイーズ″マドモワゼル・ド・ロアン″（1722年 - 1786年） - 1737年マッセラーノ公ヴィットーリオ・フィリッポ・フェレロ・フィエスキと結婚
- ジュヌヴィエーヴ＝アルマンド（1724年 - 1766年） - ノートルダム・ド・マルケット修道院（フランス語版）院長
- ジュール＝エルキュール＝メリアデック（1726年 - 1800年） - ゲメネ公及びモンバゾン公爵
- マリー＝ルイーズ（1728年 - 1737年）
- ルイ＝アルマン＝コンスタンタン（1732年 - 1794年） - モンバゾン公（prince de Montbazon）
- ルイ＝ルネ＝エドゥアール（1734年 - 1803年） - 枢機卿、ストラスブール司教、フランス宮廷司祭長
- フェルディナン＝マクシミリアン＝メリアデック（1738年 - 1813年） - ボルドー大司教、カンブレー大司教

1737年10月26日、ルイーズはフォンテーヌブローにて国王ルイ15世夫妻に長女シャルロット＝ルイーズを拝謁させた。シャルロットはその2日後に駐英スペイン大使のマッセラーノ公ヴィットーリオ・フィリッポ・フェレロ・フィエスキに嫁いだ。フィエスキはピエモンテ地方の小国マッセラーノ公領の君主でもあった（1741年サヴォイア家に帰服）。
1747年北フランスのローネーに所領付きの邸宅を購入している。

## 引用・脚注
1. ↑  “Bulletin de la Société polymathique du Morbihan By Société polymathique du Morbihan”. 2010年4月24日閲覧。